# Glomera oligantha
Glomera oligantha är en orkidéart som beskrevs av Rudolf Schlechter. Glomera oligantha ingår i släktet Glomera och familjen orkidéer. Inga underarter finns listade i Catalogue of Life.